# Kim In-kyu
Kim In-kyu (8 agosto 1993) è un pugile sudcoreano.

## Palmarès
- Campionati mondiali

Amburgo 2017: bronzo nei pesi mosca.
- Campionati asiatici

Tashkent 2017: argento nei pesi mosca.